# Perisporium princeps
Perisporium princeps är en svampart som beskrevs av Berk. 1860. Perisporium princeps ingår i släktet Perisporium, divisionen sporsäcksvampar och riket svampar.   Inga underarter finns listade i Catalogue of Life.